# MA
 Denne artikel omhandler den akademiske grad. Opslagsordet har også en anden betydning, se Magistrenes A-kasse.
Master of Arts (forkortes MA eller M.A.) er en universitetgrad man opnår ved at færdiggøre en uddannelse af samme type, og bruges primært i en række angel-saksiske lande, typisk indenfor humaniora. Den svarer ofte til den danske titel cand.mag. og er den officielle engelske betegnelse for det, men kan også dække andre uddannelser.